# KS Vllaznia Shkodër
KS Vllaznia Shkodër is een Albanese voetbalclub uit Shkodër en is de oudste voetbalclub van het land. 

## Geschiedenis
De club werd in 1919 opgericht en was in 1930 medeoprichter van de Albanese competitie. Sindsdien is de club ook een vaste waarde in die hoogste klasse (met uitzondering van de seizoenen 1956/57, 1961/62 en 2018/19) en negen keer sloot Vllaznia de competitie af als kampioen.

## Naamsveranderingen
1919 opgericht als KS Bashkimi Shkodër
1929 herbenoemd tot Bashkimi Shkodran
1935 herbenoemd tot KS Vllaznia Shkodër
1950 herbenoemd tot KS Shkodër
1951 herbenoemd tot Puna Shkodër
1958 herbenoemd tot KS Vllaznia Shkodër

## Erelijst
- Landskampioen

1945, 1946, 1971/72, 1973/74, 1977/78, 1982/83, 1991/92, 1997/98, 2000/01
- Bekerwinnaar

1964/65, 1971/72, 1978/79, 1980/81, 1986/87, 2007/08, 2020/21
- Supercup

1998, 2001

## Kampioensteams
- 1945 — Dode Tahiri, Shaban Abdija, Muhamet Dibra, Muc Koxhja, Prenge Gjeloshi, Beqir Osmani, Latif Alibali, Bimo Fakja, Mustafa Nehani, Met Vasija, Adem Smajli, Ernest Halepiani, Loro Borici, Xhelal Juka en Zyhdi Barbullushi.  Trainer-coach: Ibrahim Dizdari.

- 1946 — Dode Tahiri, Muhamet Rexhepi, Beqir Osmani, Muhamet Dibra, Muc Koxhja, Prenge Gjeloshi, Bimo Fakja, Muhamet Ademi, Latif Alibali, Ernest Halepiani, Xhevdet Shaqiri, Met Vasija, Pal Mirashi, Adem Smajli, Isuf Coba en Zyhdi Barbullushi. Trainer-coach: Ernest Halepiani.

- 1972 — Rauf Canga, Zyhdi Basha, Hajrulla Lekaj, Suat Duraj, Paulin Ndoja, Ramazan Rragami, Menduh Dedja, Myzafer Mani, Viktor Plumbini, Esat Rakiqi, Cesk Ndoja, Medin Zhega, Sabah Bizi, Lek Kocobashi, Ismet Hoxha, Myzafer Qeraj, Millan Vaso, Selami Dani en Halil Puka. Trainer-coach: Xhevdet Shaqiri.

- 1974 — Paulin Ndoja, Zyhdi Basha, Hajrulla Lekaj, Suat Duraj, Menduh Dedja, Cesk Ndoja, Ramazan Rragami, Sabah Bizi, Esat Rakiqi, Ismet Hoxha, Halil Puka, Rauf Canga, Myzafer Mani, Viktor Plumbini, Medin Zhega, Lek Kocobashi, Millan Vaso, Myzafer Qeraj, Selami Dani. Trainer-coach: Xhevdet Shaqiri.

- 1978 — Medin Zhega, Astrit Hafizi, Sabah Bizi, Fatmir Pacrami, Isa Sukaj, Enver Hafizi, Lutfi Basha, Genci Boshnjaku, Millan Vaso, Ferid Borshi, Fatmir Axhani, Luan Vukatana, Sele Gruda, Seit Canga en Suat Duraj. Trainer-coach: Xhevdet Shaqiri.

- 1983 — Ferid Rragami, Faslli Fakja, Artan Pali, Fatbardh Jera, Hysen Dedja, Azis Gruda, Luan Vukatana, Hysen Zmijani, Viktor Briza, Fatmir Pacrami, Genc Boshnjaku, Ferid Borshi, Isa Sukaj, Astrit Hafizi, Gjergj Kushe, Ardian Bushati en Seit Canga. Trainer-coach: Ramazan Rragami.

- 1992 — Avenir Dani, Dritan Nako, Hysen Dedja, Gjergj Filipi, Edmir Bilali, Alban Noga, Clirim Basha, Astrit Premci, Ardian Bushati, Bujar Gruda, Altin Halili, Vladimir Gjuzi, Brikeno Bizi, Azis Gruda, Ilir Keci, Agron Lika, Isak Pashaj, Arian Lacja, Ramiz Bisha, Zamir Shpuza, Gjergji Fishta, Sokol Shllaku, Ilir Ymeri, Blendi Hoxha, Edi Martini en Altin Cepelia. Trainer-coach: Astrit Hafizi.

- 1998 — Armir Grima, Ermal Devishi, Pjerin Martini, Alban Noga, Ilir Dibra, Luan Zmijani, Ilir Ymeri, Suat Lici, Safet Osja, Kreshnik Osmani, Gjergj Shllaku, Altin Xhahysa, Astrit Premci, Armando Cungu, Edi Kraja, Alban Volumi, Luan Jahja, Vioresin Sinani, Elvin Beqiri, Shpetim Gruda, Blendi Hoxha, Brikeno Bizi en Aldiron Mustafa. Trainer-coach: Hysen Dedja.

- 2001 — Milos Krstaic, Safet Osja, Elvin Beqiri, Oltion Osmani, Luan Zmijani, Asim  Djokovic, Valento Camaj, Klodian Duro, Saimir Patushi, Amarildo Belisha, Dorian Bylykbashi, Vioresin Sinani, Suat Lici, Edi Martini, Uliks Kotrri, Albert Kaci, Luan Jahja, Edmond Doci, Gasper Ndoja, Admir Teli, Kreshnik Osmani, Elvis Plori, Arjon Mustafa, Sasha Marash, Alban Hasan, Alban Neziri en Serdjan Radonjic. Trainer-coach: Dervish Hadziosmanovic.

## KS Vllaznia Shkodër in Europa
KS Vllaznia Shkodër speelt sinds 1971 in diverse Europese competities. Hieronder staan de competities en in welke seizoenen de club deelnam:
- Champions League (2x)

1998/99, 2001/02
- Europacup I (1x)

1978/79
- Europa League (2x)

2009/10, 2011/12
- Conference League (5x)

2021/22, 2022/23, 2023/24, 2024/25, 2025/26
- Europacup II (2x)

1979/80, 1987/88
- UEFA Cup (4x)

1991/92, 1999/00, 2003/04, 2008/09
- Intertoto Cup (3x)

2000, 2004, 2007